# Монтгомери, Габриэль де Лорж
Габриэль I де Лорж, граф де Монтгомери (фр. Gabriel de Lorges, comte de Montgomery), (5 мая 1530, Дюси — 26 июня 1574, Париж) — нормандский аристократ, невольный убийца короля Генриха II. Активный участник Религиозных войн во Франции.

## Семья
Габриэль был сыном Жака I де Лоржа, графа де Монтгомери, и Клод де ля Буасьер, графини де Дюси. Род Монтгомери ещё в XI веке разделился на нормандскую и шотландскую ветви. Отец Габриэля, владевший имениями на севере Франции, служил капитаном шотландской гвардии при Франциске I (эту должность унаследовал потом Габриэль). Однако прославился он не только ратными подвигами. Бытовал рассказ о том, что в 1521 году Жак де Монтгомери нечаянно ранил молодого короля во время игры в снежки. Вот как описывает этот случай А. Дюма:

Игра была эта небезопасная, хотя и довольно в ту пору распространённая. Игроки делились на две партии: одна защищала дом, другая штурмовала его снежками… После игры решили согреться. Огонь в камине погас, и все молодые эти сорванцы, толкаясь и крича, хотели сами его разжечь. Жак первый подскочил к камину с горящей головешкой в руках и, столкнувшись с замешкавшимся Франциском, нечаянно сильно ударил его раскалённой головешкой по лицу. Король отделался, по счастью, только раной, впрочем, довольно тяжёлой, и некрасивый рубец, оставшийся от неё, послужил основанием для новой моды, введённой тогда Франциском I: длинных бород и коротких волос.

Если этот эпизод действительно имел место, остаётся только поразиться совпадению судеб отца и сына Монтгомери, нанёсших увечья своим королям.

## Гибель короля Генриха II
Летом 1559 года в Турнельском дворце в Париже проходил турнир, посвящённый браку дочери короля Елизаветы с Филиппом II Испанским и сестры короля Маргариты с герцогом Савойским, а также заключению Като-Камбрезийского мира. В один из дней турнира, когда соревнования уже близились к концу, Генрих II, потерпевший в конном поединке с Монтгомери поражение, потребовал от графа реванша. Габриэль, при виде разгорячённого короля, отказался. Тем не менее, Генрих не унимался. На беспокойство королевы он ответил: «Я посвящаю эту схватку вам». Пришпорив лошадей, противники помчались друг на друга. Забрало королевского шлема сдвинулось, и, когда бойцы поравнялись друг с другом, обломок копья Габриэля случайно впился королю в лицо, войдя в правый глаз и выйдя из уха. Теряя сознание, Генрих попросил слуг не обвинять Монтгомери в умышленном убийстве, так как виноват был он сам.
Рана оказалась смертельной; не спасло даже вмешательство лучшего хирурга того времени мэтра Амбруаза Паре. 10 июля 1559 года король скончался. Монтгомери был отстранён от службы и уехал в Англию.

## Гугенот
В Англии Габриэль стал изучать теологию и в конце концов принял идеи Реформации. Вернувшись во Францию, он поселился в Нормандии: часовню Сен-Жермен в своём замке он перестроил в протестантскую церковь. Габриэль был в дружеских отношениях с гугенотскими вождями: в Нормандии его посещали адмирал Колиньи и принц Конде. Но Монтгомери всё же не принимал активного участия в политической борьбе до конца правления Франциска II. После того как власть в лице Гизов и Екатерины Медичи начала открыто истреблять протестантов, граф решил защищать своих собратьев по вере с оружием в руках. Начиная с битвы при Дрё (1562), не было такого сражения, в котором бы он не отличился.
Монтгомери чудом уцелел в Варфоломеевскую ночь: какой-то раненый гугенот переплыл Сену, чтобы предупредить его о начавшейся резне. Габриэль бежал из Парижа в Бурж, внезапно напал на город и захватил его. Оттуда он направился в Руан, где поднял восстание, благодаря которому вся Нормандия перешла под власть гугенотов. Потом он помчался в Ла-Рошель и способствовал тому, что осада крепости стоила королевским войскам 40 000 жизней. После почётной капитуляции Ла-Рошели Габриэль вместе с конным отрядом бросился в Сансерр, где из горстки кое-как вооружённых жителей создал отряд, который в течение четырёх месяцев выдерживал осаду шеститысячного королевского корпуса и сдался только на весьма благоприятных условиях.
Успешно повоевав на континенте, Монтгомери вновь отплыл в Англию, где вёл переговоры с Елизаветой об оказании военной помощи гугенотам. Правительство Франции несколько раз поднимало вопрос об экстрадиции графа, но королева Англии отвечала отказом.

## Гибель
В 1574 году Габриэль во главе шеститысячного отряда высадился вместе со своими старшими сыновьями Жаком и Габриэлем на полуостров Котантен. Навстречу ему было отправлено три армии, руководимые маршалом Франции, герцогом де Мантиньоном. Монтгомери со своими людьми засел в Сен-Ло, герцог осадил его. Силы были слишком неравны, и Габриэль с небольшим кавалерийским отрядом бежал за помощью в Домфрон. Однако главной целью похода Мантиньона было не взять Сен-Ло, а захватить Монтгомери. Маршал осадил Домфрон. Монтгомери сопротивлялся отчаянно, но когда кончились запасы еды и пороха, а из осаждаемых в живых осталось только 14 человек, капитулировал при условии, что ему сохранят жизнь. Но слишком велика была ненависть к графу вдовы убитого им Генриха II. Екатерина Медичи, пользуясь всей полнотой власти (Карл IX в тот момент умер, а будущий Генрих III находился в пути из Варшавы в Париж), отдала приказ казнить Монтгомери. Граф простился с жизнью 26 июня 1574 года на Гревской площади. Имущество его было конфисковано, потомки лишены титула. Перед смертью Монтгомери сказал палачу: «Передай моим детям, что если они не возвратят того, что у них отобрали, я прокляну их из могилы».
Сыновья графа выполнили последнюю волю отца: двое из них впоследствии стали графами де Монтгомери. В начале XVII века Габриэль II построил в Дюси новый замок, как бы символизирующий возвращение своих законных владений.

## Семья
В 1550 году Габриэль женился на Изабо де ля Туш. У них было 4 дочери (Сюзанна, Елизавета, Клод, Роберта) и столько же сыновей:
- Жак II (1551—1590)
- Гедеон (ум. 1596)
- Жиль (1558—1596)
- Габриэль II (1565—1635)

## Наследие и память
О графе де Монтгомери пишет в своих мемуарах аббат Брантом. Мадам де Лафайет в романе «Принцесса Клевская» весьма подробно описывает сцену гибели Генриха II. Габриэль — главный герой романа Александра Дюма-отца «Две Дианы». Главная интрига произведения (любовь Габриэля и Дианы де Кастро, дочери Дианы де Пуатье) — чистый вымысел, так же, как и версия о том, что Монтгомери умышленно убил короля, отомстив за гибель своего отца. Однако метания героя между двумя политическими партиями (Габриэлю симпатизируют и герцог де Гиз, и адмирал Колиньи) похожи на те, что происходили на самом деле.
Поединок между Монтгомери и королём стал последним в истории европейских рыцарских турниров. Нелепая смерть Генриха II явилась формальным поводом к их запрету.
Со времени убийства мужа Екатерине Медичи стал так ненавистен Турнельский дворец (фр. Hôtel des Tournelles), что она повелела устроить в нём конский рынок, а потом и вовсе приказала снести. При Генрихе IV было решено разбить на этом месте площадь для королевских празднеств, окружённую домами для придворных. Так, по выражению Виктора Гюго, «один удар копья сотворил Вогезскую площадь».
Возможно, что Пушкин, сочиняя «Скупого рыцаря», держал в памяти поединок Монтгомери и короля. Недаром пушкинский персонаж Альбер, рассматривая свой пробитый на турнире шлем, вздыхает: «Какой удар! Проклятый граф Делорж!»